# Брешан, Иво
Иво Брешан (хорв. Ivo Brešan; 27 мая 1936, Водице, Королевство Югославия — 3 января 2017, Загреб, Хорватия) — хорватский прозаик, драматург и сценарист.

## Биография
Окончил факультет славистики и философии Загребского университета. Учительствовал, затем работал художественным руководителем Центра культуры «Шибеник» и Международного детского фестиваля, стал директором театра Шибеника.
Сын — Винко Брешан (род. 1964), актёр, режиссёр, сценарист.

## Творчество
Дебютировал в 1955 году. Первый громкий успех пришёл к автору после постановки «Представление „Гамлета“ в Мрдуше Доньей» (1973). Его пьесы были поставлены на сценах практически во всех театрах культурных центров Хорватии.

## Пьесы
- Groteskne tragedije (Загреб, 1979)
- Nove groteskne tragedije (Загреб, 1989)
- Tri drame (Загреб, 1993)
- Utvare (Загреб, 1997).

## Проза
- Ptice nebeske (1990)
- Ispovijedi nekarakternog čovjeka (1996)
- Astaroth (2001)
- Kockanje sa sudbinom (2002)
- Država Božja 2053 (2003)
- Vražja utroba (2004)
- Tri života Tonija Longina (2005)
- Gorgone (2006)
- Katedrala (2007)
- Ništa sveto (2008)
- Prokletnici (2010)
- Sedam stuba do trona (2011/12)

## Сценарии
- 1973 — Представление «Гамлета» в Мрдуше Доньей / Predstava 'Hamleta' u Mrduši Donjoj (по собственной одноимённой пьесе)
- 1976 — Избавитель / Izbavitelj
- 1979 — Тайна Николы Теслы / Tajna Nikole Tesle
- 1986 — Земля обетованная / Obećana zemlja
- 1989 — Даритель / Donator
- 1996 — Как началась война на моём острове / Kako je počeo rat na mom otoku
- 1999 — Маршал / Maršal
- 2006 — Свобода / Libertas

## Телеспектакли и сериалы
- Ptice nebeske (1989)
- Egzekutor (1991)

## Награды
- 1996 год — Орден Хорватской звезды с ликом Марка Марулича
- 2001 год — премия имени Владимира Назора
- 2008 год — премия имени Ксавера Шандора Гялски.